# Никольское (Амурская область)
Нико́льское — село в Белогорском районе Амурской области России. Административный центр Никольского сельсовета.

## География
Село находится на левом берегу реки Томь (левый приток Зеи), на расстоянии 9 км (по прямой) к западу от города Белогорск, административного центра района.
От села Никольское на запад (вниз по левому берегу Томи) идёт дорога к сёлам Ключи, Киселеозёрка и Светиловка.

## Население
| 2002  | 2010  | 2012  | 2013  | 2014  | 2015  | 2016  |
| ----- | ----- | ----- | ----- | ----- | ----- | ----- |
| 1595  | ↘1556 | ↘1546 | ↘1527 | ↘1507 | ↘1497 | ↘1478 |
| 2017  | 2018  | 2021  |       |       |       |       |
| ↘1465 | ↘1449 | ↗1549 |       |       |       |       |

## Улицы
| - ул. Гаражная, - пер. Зелёный, - ул. Набережная, - ул. Новая, - ул. Подгорная, | - ул. Почтовая, - ул. Садовая, - ул. Центральная, - пер. Школьный, - ул. Юбилейная. |

## Экономика
Сельскохозяйственные предприятия Белогорского района.

## Известные уроженцы
- Омельяненко, Артём Александрович (1999—2024) — российский военнослужащий, лейтенант. Герой Российской Федерации.